# Sīāvān Maḩalleh
Sīāvān Maḩalleh är en ort i Iran.   Den ligger i provinsen Gilan, i den norra delen av landet, 190 km nordväst om huvudstaden Teheran. Antalet invånare är 194.
Terrängen runt Sīāvān Maḩalleh är platt. Runt Sīāvān Maḩalleh är det ganska tätbefolkat, med 134 invånare per kvadratkilometer. Närmaste större samhälle är Rūdsar, 3,1 km nordväst om Sīāvān Maḩalleh. Trakten runt Sīāvān Maḩalleh består till största delen av jordbruksmark.